# Fonteyn (cràter)
Fonteyn és un cràter d'impacte en el planeta Mercuri de 29 km de diàmetre. Porta el nom de la ballarina de dansa anglesa Margot Fonteyn (1919-1991), i el seu nom va ser aprovat per la Unió Astronòmica Internacional el 2012.